# سیارک ۶۵۶۱
سیارک ۶۵۶۱ (به انگلیسی: 6561 Gruppetta، نامگذاری:1991TC4) شش هزار و پانصد و شصت و یکمین سیارک کشف شده‌است که در ۱۰ اکتبر ۱۹۹۱ کشف شد.
قدر مطلق سیارک برابر ۱۳٫۶۰ است.